# Камень-питомец

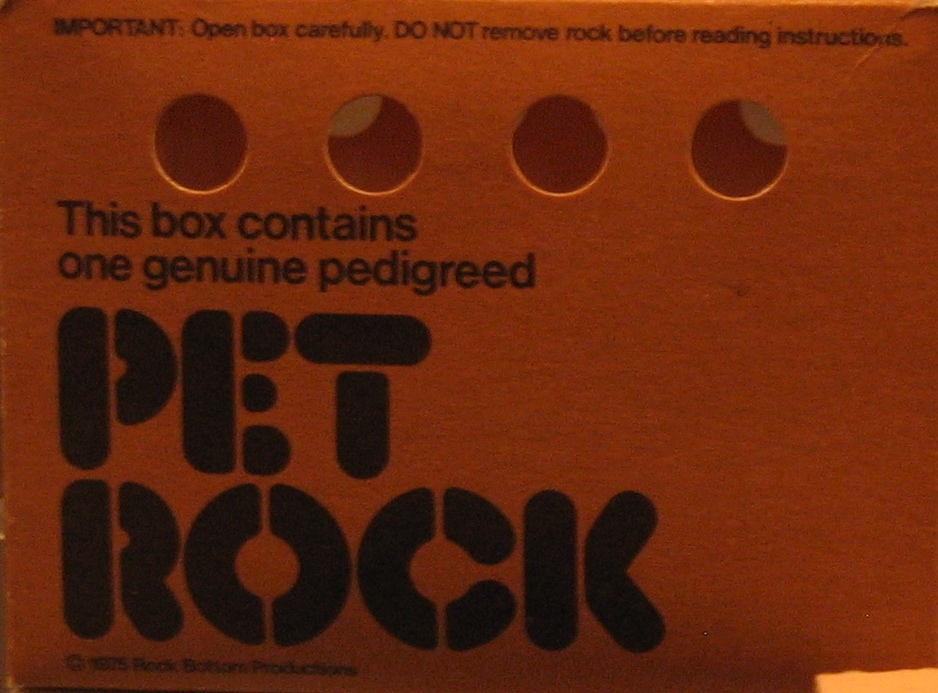
Коробка, в которую упакован камень-питомец.

Камень-питомец (англ. Pet Rock) — коллекционная игрушка, созданная в 1975 году. Она представляла собой обычный гладкий камень, была упакована в картонную коробку с отверстиями для дыхания и продавалась под видом домашнего питомца. Всего было продано более одного миллиона камней-питомцев по цене четыре доллара за штуку, благодаря чему создателя необычной игрушки признали «миллионером и гениальным предпринимателем».

## Создатель камня-питомца
Гэри Росс Дал (1936—2015) родился 18 декабря в американском городе Боттино. Его мать была официанткой, а отец работал на пилораме. Долгое время юноша вместе с семьей жил в городе Спокан. В этом месте он окончил школу, после чего служил в морской пехоте и стал студентом Государственного университета Вашингтон. Он учился там до тех пор, пока не решил переехать в Калифорнию, в город Лос-Гатос, что стал его домом на долгие годы.
Чтобы зарабатывать себе на жизнь, Гэри Дал устроился работать копирайтером. Также он писал различные рекламные тексты и создавал рекламные объявления в местечке Сан-Хосе, ближайшем к Лос-Гатосу городе. За свою жизнь он успел несколько раз пожениться, завести трех детей: двух дочерей и сына. Кроме того, у него была падчерица, сестра и семь внуков.
Поворотной точкой в судьбе Гэри Дала стало открытие компании «Pet Rock», которая специализировалась на продаже камней в качестве домашних животных. Эта компания просуществовала на рынке не более пяти лет, но сделала её создателя миллионером. Товар пользовался спросом у покупателей. Уже за первые пять месяцев предприимчивый мужчина сумел продать более миллиона булыжников, тем самым доказав, по его словам, что существует такое понятие, как «экономика для глупых».
На вырученные средства гениальный предприниматель сначала смог открыть салон в Лос-Гатосе, названный в честь Кэрри Нейшн, знаменитой участницы движения трезвости. А после он основал собственное рекламное агентство «Креативные услуги Гэри Дала» (Gary Dahl Creative Services) со штаб-квартирой в городе Кэмпбелл. В дальнейшем большая часть проектов Гэри Дала была связана с рекламным бизнесом в электронных средствах массовой информации.
Гэри Дал написал собственную книгу. Она впервые была опубликована в 2001 году под названием «Реклама для „чайников“». В ней он поделился советами по маркетингу, а также рассказал об основах рекламного бизнеса. В частности, в ней объясняется, как правильно изобретать и размещать рекламные сообщения, создавать рекламу для телевидения, радио, интернета и печатных средств массовой информации. Кроме того, в ней автор рассматривает особенности рекламы различных торговых марок.
Последние девять лет своей жизни Гэри Дал провел в штате Орегон, где умер 23 марта 2015 года от хронической обструктивной болезни легких. На момент смерти ему было 78 лет. Его смерть активно освещалась в СМИ.

## Возникновение идеи камня-питомца
Апрельским вечером 1975 года Гэри Дал решил провести время с друзьями в баре. Уставшие после тяжелого рабочего дня мужчины разговорились и стали обсуждать различные бытовые мелочи. Одной из них стала тема, связанная с домашними животными. В частности, говорилось о том, что домашние животные — милые существа, с которыми можно проводить время, но они требуют к себе постоянного внимания: иногда приходится чистить ковер от шерсти, выбрасывать разорванные тапочки, покупать новую посуду, так как прежняя разбилась из-за неосторожности питомца.
Кроме того, собак, кошек и других зверей нужно кормить несколько раз в день, что является дополнительной строкой в списке денежных трат. Иногда подобные траты значительны, потому что специализированные корма для животных стоят дорого. Ещё один неприятный факт, связанный с домашними животными (прежде всего, с собаками) заключается в том, что их приходится выгуливать рано утром, когда многие люди хотят спать.
Выслушав подобные жалобы друзей, 39-летний Гэри Дал решил, что самый лучший домашний питомец — это камень, объяснив это тем, что с ним не может возникнуть никаких хлопот. Камень не может заболеть или умереть, он не будет вести себя плохо, никогда не укусит и не поцарапает. Он сказал это своим друзьям. Слова восприняли как шутку и вскоре забыли. Но будущий миллионер эту идею запомнил и в дальнейшем стал развивать.
Он был убежден, что придумал простой, но в то же время гениальный способ разбогатеть. За несколько недель предприимчивый мужчина написал «Руководство по уходу и обучению камней-питомцев». Это была шуточная инструкция, оформленная как небольшая книга, в которой было не больше 40 страниц. К тексту прилагались иллюстрации. По задумке Гэри Дала, в этой книге человек, недавно ставший хозяином домашнего питомца, мог найти поэтапное описание того, как нужно обращаться с новым геологическим другом. Все это было необходимо, чтобы построить «теплые и счастливые взаимоотношения» с неприхотливым питомцем.

Гэри Дал с юмором написал о том, что нужно сделать, чтобы новый домашний питомец мог выполнять такие команды, как «сидеть», «лежать», «кувырок», «замри» (это, по замечанию автора, получалось у камня лучше всего), а также «фас». Вот, что говорилось о последней команде:
«Когда грабитель подходит к вам на расстояние вытянутой руки и пытается отнять деньги, украшения или другие ценные вещи, то произведите подобные действия: засуньте руку в сумку или карман, словно вы пытаетесь выполнить его требования. В это время достаньте каменного питомца, скомандуйте „фас“ и запустите по направлению к вору. Вашему питомцу очень нравится это упражнение».

(Любительский перевод фрагмента из инструкции «Руководство по уходу и обучению камней-питомцев»).
Он не забыл описать даже первое появление нового друга в доме:
«Когда вы достанете вашего каменного питомца из упаковки, то он будет казаться взволнованным. Не забудьте расстелить на полу старые газеты и поместить его на них. Ему не нужно ничего объяснять. Он знает, для чего вы их постелили, и не сдвинется с места, пока вы сами этого не захотите».

(Любительский перевод фрагмента из инструкции «Руководство по уходу и обучению камней-питомцев»).

## История создания
За камнями для первой партии продаж Гэри Дал отправился на пляж в город Росарито. Именно в этом месте он нашел подходящие булыжники: округлые, одинаковые по размеру, серовато-черные. Предприниматель сумел привлечь к делу инвесторов. На выделенные ими деньги он купил в строительном магазине, что находился неподалеку от пляжа, гладких мексиканских камней. Они стоили всего несколько центов за штуку.
Кроме того, Гэри Дал приобрел специальные подстилки, сделанные из соломы, чтобы можно было положить на них камни. Необходимо было продумать концепцию до мелочей. Гэри Дал понимал это, поэтому следующим его шагом стало создание макета картонной коробки небольшого размера, которая должна была служить упаковкой экзотическому товару. Но это была не обычная коробка для переноски грузов. Она была маленькая, выглядела аккуратно и напоминала переносную коробку-дом. Сейчас подобные сумки-коробки используют хозяева кошек или маленьких собак, когда животных нужно перевезти на большое расстояние с одного места на другое. Также по бокам коробки Гэри Дала были отверстия. Они нужны были каменному питомцу для дыхания. Создавалось впечатление, что камень действительно живой и ему необходим воздух для нормальной жизнедеятельности.
Камень ничем не отличался от обычной гальки темного цвета. На нем не было нарисовано ни глаз, ни каких-либо других отличительных знаков или запоминающихся деталей. В дополнение к этому набору предприниматель положил созданную им инструкцию по уходу за каменным питомцем.

### Предзаказы
Все это Гэри Дал представил публике в августе 1975 года на большой летней выставке подарков Gift Show в Америке. Рынок подарков был выбран не случайно: Гэри Дал полагал, что ворваться на этот рынок гораздо проще, чем, например, на рынок детских игрушек. В своих предположениях будущий миллионер не ошибся. На выставке он получил большое количество предложений о сотрудничестве. Многие магазины, специализирующиеся на продаже сувенирных изделий и вещей для подарков, сделали предзаказы. Их в целом оказалось около 4,5 тысяч. Но самое успешное, что удалось исполнить Гэри Далу, — заключить контракт с универмагами Neiman Marcus. Первая выпущенная партия каменных питомцев состояла из 500 коробок и продавалась не больше, чем по 4 доллара за штуку. Необычный товар заинтересовал людей со всей страны. Более 1,2 миллиона американцев купили коробки и стали обладателями каменных питомцев.

### Освещение в СМИ и популярность
Гэри Дал, как человек работающий прежде в сфере рекламы, понимал, насколько важно привлечь к своему проекту внимание крупных газет и журналов. Чтобы сделать это, он отослал им самодельный пресс-релиз. Первым написал о грандиозной идее еженедельный новостной журнал Newsweek. Гэри Далу была посвящена половина страницы в одном из выпусков. После этого о нём стали писать и другие издания: рассказ о «грандиозной афере» появился в трех четвертях всех американских газет.
Так, в конце октября Гэри Дал стал продавать уже по десять тысяч камней каждый день. Когда в 2011 году он вспоминал события прошлого времени в интервью, то говорил, что ему пришлось обучить своего менеджера притворяться им, чтобы тот помогал отвечать на звонки. Сам Гэри Дал не успевал делать это, так как в обоих руках у него уже находились телефоны.
Товар стал пользоваться популярностью. Приближалось время Рождества, и люди хотели купить друг другу необычные подарки, удивить близких, поэтому коробки с каменными питомцами не лежали долго на прилавках. К этому времени было продано уже около двух с половиной тонны камней.
Про гениального создателя идеи не только писали в газетах, его также приглашали выступить в ток-шоу. Гэри Дал два раза был на телевизионной развлекательной программе The Tonight Show, где рассказывал о своей идеи общественности. Это не могло не отразиться на продажах. Гэри Дал, бывший копирайтер и рекламщик-фрилансер, стал так богат, что смог переехать в большой дом с бассейном. Кроме того, он поменял свою старую «Хонду» на более подходящую ему по статусу машину. Он стал ездить на «Мерседесе».

### Подражатели и проблемы с инвесторами
Триумф камней-питомцев был не очень долгим и длился всего пару лет. В Америке появились так называемые «подражатели». Люди, вдохновившись идеей Гэри Дала, решили продавать камни, следуя по его стопам. На рынке камней стали появляться всевозможные варианты булыжников, разной расцветки. Были и камни-ученые. При продаже к ним прилагалась расписка об их образовании. В зависимости от той, какой научной степенью обладали камни, устанавливалась различная цена на них. Камень, недавно окончивший обучение, стоил три доллара, в то время как кандидат наук оценивался в сумму подороже — в десять долларов.
К весне 1976 года продажи упали, количество заказов уменьшилось из-за того, что сама идея перестала казаться гениальной. К ней все привыкли. В жизни Гэри Дала также случились изменения к худшему. Некоторые друзья, с которыми он обсуждал идею в баре, перестали с ним общаться. В интервью Гэри Дал размышлял об этом и пришел к выводу: им не понравилось то, что он использовал проект, родившийся в частной беседе, для реализации своего бизнес-плана.
Кроме того, предпринимателю пришлось делиться своими заработанными миллионами, так как инвесторы подали на него в суд. Они объясняли недовольство тем, что он утаивал часть прибыли. По указанию суда Гэри Дал выписал обвиняющей стороне чек на шестизначную сумму. В конце 70-х годов прошлого века компания закрылась. Однако слава о Гэри Дале и его гениальной идеи жила долго. Смерть предпринимателя в 2015 году вновь заставила вспомнить его судьбу, благодаря чему появилось много статей в ведущих журналах и газетах. Например, про него напечатали в The New York Times, Daily Mail, The Washington Post и других изданиях.

## Оценки и критика камней-питомцев
Следует вспомнить о том, какая ситуация была в стране в то время, когда Гэри Дал решил представить миру свой товар. Семидесятые годы для Америки — это время внутренних и внешних проблем в определённых сферах жизни. Время экономического кризиса, время подходящей к концу войны во Вьетнаме. Кроме того, это те самые годы, когда президент Ричард Никсон вынужден был из-за политического скандала уйти в отставку. Это время потрясений и переживаний — трудный этап в развитии страны.
Люди, которые столкнулись со всеми этими событиями, хотели отдохнуть и забыть на время не только о своих, но и об общественных проблемах. Гэри Дал заметил подобные настроения в массах и выгодно использовал их в своих планах. В одном из интервью он говорил, что просто «упаковал в коробку немного веселья», так необходимого уставшим людям.
Главной частью в его бизнес-плане стало утверждение идеи того, что камни на самом деле приносят гораздо больше счастья своим владельцам, чем все мы думаем. Успех продажи зависел от того, сможет ли он убедить покупателей в этом. И он смог. Несмотря на то что в статье журнала Newsweek идея мужчины была названа «одной из самых нелепых», маркетинговая стратегия Гэри Дала сработала.
Во многом она была ориентирована на стремление устранить появившиеся потребности людей. О типах потребностей, о значимости их удовлетворения писал Абрахам Маслоу в своей работе «Мотивация и личность». В частности, он говорил о том, что потребность — это состояние осознаваемой нехватки. Если оставить возникшую нужду неудовлетворенной, то человек будет чувствовать себя некомфортно и неуютно. В душе у него будет пустота, именно её будет пытаться устранить человек. Гениальный предприниматель верно угадал возникшую у людей потребность иметь домашних животных, но не прилагать усилий для заботы о них. Он создал уникальный товар, который смог удовлетворить потребность и избавить людей от отрицательных эмоций.
Кроме того, использование камней для продажи их в качестве домашних питомцев являлось принципиально новой идеей. Это был товар, аналога которому на рынке не существовало. Не нужно было опасаться, что покупатели приобретут его у конкурентов — их просто не было. Именно поэтому Гэри Дала можно назвать первооткрывателем. Простые булыжники никто не стал бы покупать, но Гэри Дал создал целую историю, связанную с ними. Он написал смешную инструкцию, соорудил коробку-дом. Таким образом, обычный камень превратился в образ питомца. Это вызвало у покупателей интерес.
Ещё одним фактором, повлиявшим на успешное развитие проекта, являлась осведомленность людей. Как человек, работавший в сфере рекламы, Гэри Дал знал, что чем больше потенциальных обладателей каменных питомцев узнает о его проекте, тем лучше будут идти продажи. Именно поэтому предприимчивый мужчина отослал пресс-релизы в крупнейшие журналы и газеты. Он стремился к тому, чтобы о его идее говорили.
Феномен камней-питомцев до сих пор преподается на курсах маркетинга в колледжах и часто упоминается в связи с другими причудами, которые быстро набирают популярность у покупателей.